# Papéis Avulsos de Zoologia
Papéis Avulsos de Zoologia é uma revista científica revisada por pares que abrange pesquisas em sistemática, paleontologia, biologia evolutiva, ecologia, taxonomia, anatomia, comportamento, morfologia funcional, biologia molecular, ontogenia, estudos faunísticos e biogeografia. É publicado pelo Museu de Zoologia da Universidade de São Paulo e hospedado pelo SciELO.

## Resumo e indexação
A revista é resumida e indexada por Biological Abstracts, BIOSIS, DOAJ, Portal de Revistas da USP, SciELO, Scopus, Diretório de Periódicos de Ulrich e The Zoological Record.